# Jorge García (baloncestista)
Jorge García Navea (Córdoba, España, 23 de febrero de 1977) es un jugador y entrenador de baloncesto español que actualmente juega en el Club Atlético Montemar de la liga 1.ºA División Nacional de la FBCV.

## Trayectoria
Su carrera comenzó en la cantera del C. B. Córdoba y en las categorías inferiores del Real Madrid, jugando en la temporada 1994/95 en el equipo junior del Real Madrid. La temporada siguiente la jugó en la liga EBA con el C. B. Marbella.
A partir de ese momento Jorge comenzaría a alternar entre equipos de ACB y LEB. De esta forma, las dos siguientes temporadas, 1996/97 y 1997/98, las jugaría en el Cajasur Córdoba (LEB). La temporada 1998/99 la comenzó jugando (solo ocho partidos) con el Recreativos Orenes Murcia (ACB), disputando el resto con el Lucentum Alicante, al cual ayudaría a subir a ACB en la temporada 2000/01.
Las siguientes dos temporadas (2001/02 y 2002/03) las disputó con el Baloncesto León de la LEB. 
Volvió cambiar de equipo al año siguiente y jugó para el Bilbao Basket y en la temporada 2004/05 contribuyó a ascender al Baloncesto Fuenlabrada de LEB a ACB, donde cambió de nombre a Alta Gestión Fuenlabrada. Tras cuatro años con el Fuenlabrada, para la temporada 2008/09 fichó por el Lucentum Alicante de la liga LEB, equipo con el que consigue el ascenso a la liga ACB. Tras dos años en Alicante, ficha por el C. B. León, de la liga LEB. Tras un año en León sigue su carrera en LEB y ficha por el Grupo Iruña Navarra. En los siguientes 5 años consigue 4 ascensos a ACB con el Club Baloncesto Atapuerca, tres de ellos no materializados por razones económicas. Después del último ascenso con el San Pablo Burgos, deja de competir en LEB y ficha por el C. A. Montemar, de la liga 1.ºA división Nacional, ejerciendo también de entrenador en un equipo de cadetes del club de nivel 2 en la FBCV.
Con 512 partidos disputados en liga LEB Oro, es el segundo jugador con más partido disputados en la historia de la competición, después de Urko Otegui. 
También es el jugador con más  ascensos de Liga LEB a Liga ACB, con 8.

## Ascensos
Tiene en su haber ocho ascensos de LEB a ACB:
- Lucentum Alicante (1999-2000)
- Club Basket Bilbao Berri (2003-2004)
- Baloncesto Fuenlabrada (2004-2005)
- Lucentum Alicante (2008-2009)
- Club Baloncesto Atapuerca (2012-2013), (2013-2014), (2014-2015)
- San Pablo Burgos (2016-2017)